# Pogynden
Der Pogynden (russisch Погынден) ist ein rechter Nebenfluss des Kleinen Anjui im Autonomen Kreis der Tschuktschen im Norden von Ostsibirien.
Der Pogynden entspringt im Rautschuagebirge. Er durchfließt die Bergregion in überwiegend westlicher Richtung. Im Unterlauf wendet er sich nach Südsüdwest und erreicht schließlich den Kleinen Anjui.
Der Pogynden hat eine Länge von 297 km (andere Quellen geben eine Länge von 281 km an). Er entwässert ein Areal von 13.100 km². Der Fluss wird von der Schneeschmelze und von Niederschlägen gespeist. 62 km oberhalb der Mündung wurde ein mittlerer Abfluss von 75 m³/s gemessen. Von Dezember bis April durchfriert der Pogynden bis zum Grund.
Im Einzugsgebiet des Pogynden befinden sich Goldvorkommen.
Etwa 60 km oberhalb der Mündung wurde im Jahr 2012 eine 200 m lange Stahlbetonbrücke (⊙) über den Pogynden errichtet. Über die Brücke führt die Straße von Bilibino nach Anjuisk.